# 30 april
30 april är den 120:e dagen på året i den gregorianska kalendern (121:a under skottår). Det återstår 245 dagar av året.

## Återkommande bemärkelsedagar

### Flaggdagar
- Sverige: Hans Majestät Konungens födelsedag

### Övriga
- Vissa delar av Europa: Valborgsmässoafton (för att fira vårens ankomst)
- Filippinerna: National Domestic Workers Day[1] (sedan 2006, för att uppmärksamma tjänstefolks arbetssituation i landet)

## Namnsdagar

### I den svenska almanackan
- Nuvarande – Mariana
- Föregående i bokstavsordning
  - Mariana – Namnet infördes på dagens datum 1859, för att ära prins Oscar (II):s nyblivna hustru Sofia av Nassau, som bland annat hette Mariana. Det ersatte då den äldre maskulina namnformen Marianus, och har funnits där sedan dess.
  - Marianne – Namnet infördes på dagens datum 1986, men flyttades 2001 till 4 april.
  - Marianus – Namnet fanns, till minne av en kristen martyr som halshöggs på 200-talet, på dagens datum fram till 1859, då det utgick till förmån för den modernare feminina namnformen Mariana.
  - Marina – Namnet infördes på dagens datum 1986. 1993 flyttades det till 22 februari och 2001 till 20 november.
  - Valborgsmässoafton – Denna benämning på dagens datum har funnits sedan gammalt, men utgick officiellt 2001, även om den finns kvar i folkmun och tradition.
- Föregående i kronologisk ordning
  - Före 1859 – Marianus och Valborgsmässoafton
  - 1859–1900 – Mariana och Valborgsmässoafton
  - 1901–1985 – Mariana och Valborgsmässoafton
  - 1986–1992 – Mariana, Marianne, Marina och Valborgsmässoafton
  - 1993–2000 – Mariana, Marianne och Valborgsmässoafton
  - Från 2001 – Mariana
- Källor
  - Brylla, Eva (red.): Namnlängdsboken, Norstedts ordbok, Stockholm, 2000. ISBN 91-7227-204-X
  - af Klintberg, Bengt: Namnen i almanackan, Norstedts ordbok, Stockholm, 2001. ISBN 91-7227-292-9

### Finlandssvenska almanackan
- Nuvarande från 2025[2] – Mia, Mirjam, Mira, Marius

- I föregående i revideringar[3]
  - 1929–1994 – Mirjam
  - 1995–2014 – Mirjam, Mia
  - 2015–2019 – Mirjam, Mia, Mira
  - 2020–2024 – Mia, Mirjam, Mira

## Händelser
- 1789 – General George Washington installeras som USA:s förste president, sedan han har ”vunnit” det föregående presidentvalet (han var den ende kandidaten). Installationen skulle egentligen ha hållits den 4 mars, men har måst skjutas upp till denna dag, eftersom kongressen inte är beslutsmässig förrän nu. Washington förblir sedan president i två omgångar, fram till 1797, då han väljer att inte kandidera en tredje gång (regeln om att en president inte får sitta i mer än två omgångar införs först 1951) och han avlider 1799.
- 1803 – Franska och amerikanska delegater undertecknar ett fördrag för det så kallade Louisianaköpet, genom vilket USA av Frankrike köper det gigantiska Louisianaterritoriet, som omfattar hela den amerikanska mellanvästern, för 15 miljoner dollar. Området har tillhört Frankrike fram till 1762, då det har övertagits av Spanien, för att 1800 åter falla i franska händer. Den franske förstekonsuln Napoleon Bonaparte har drömt om att med området som bas skapa ett franskt imperium i Nordamerika, men det faktum att ett slavuppror har utbrutit på Haiti och att ett franskt krig med Storbritannien är nära förestående, leder till att Frankrike istället är villigt att sälja området till USA, för att säkra att området inte ska falla i brittiska händer. Genom detta köp blir USA till ytan mer än dubbelt så stort som innan, men det dröjer över 100 år (till 1912), innan hela området är organiserat i delstater.
- 1812 – Orleansterritoriet, som utgör den del av det gigantiska Louisianaterritoriet, som USA köpte från Frankrike 1803, upptas som den 18:e delstaten i den amerikanska unionen. Då den nya delstaten får namnet Louisiana[4] får den övriga delen av territoriet istället namnet Missouriterritoriet, vilket existerar till 1820, då även det börjar delas upp.
- 1886 – Den konservativa tidningen Östgöta Correspondenten lanserar det protektionistiska slagordet ”Sverige för svenskarne!” (i augusti ändrat till ”Sverige åt svenskarne!”). Med detta tar tidningen definitivt ställning för och gör sig till språkrör för den protektionistiska sidan i den pågående svenska tullstriden, vilka förespråkar, att Sverige ska ha skyddstullar, för att skydda sin inhemska spannmålsproduktion.
- 1910 – Studentparaden Cortègen arrangeras för första gången i Göteborg. Året därpå bildas Chalmers Cortège Committé (CCC), för att skapa bättre organisation av arrangemanget. Cortègen blir sedermera tradition och genomförs än idag (2025) varje år på valborgsmässoafton av studenter från Chalmers tekniska högskola.
- 1942 – Sedan två tyska gestapomän har blivit dödade i skottlossning med två norska motståndsmän i orten Telavåg på norska västkusten den 26 april genomför Gestapo en grundlig genomsökning av orten, varvid man hittar mängder av vapen, ammunition och radioutrustning från Storbritannien. Gestapo beslutar sig för att statuera exempel och totalförstör Telavåg, genom att spränga samtliga hus på orten. Alla män mellan 16 och 60 år skickas till det ökända Grinifängelset i Oslo och därifrån vidare till koncentrationsläger, först i Norge och sedan i Tyskland. Kvinnor och barn interneras på andra orter och först efter krigsslutet tillåts de och de överlevande männen återvända, för att återuppbygga orten, vilket tar flera år.
- 1945 – Den tyske diktatorn Adolf Hitler och hans älskarinna Eva Braun (som han har gift sig med dagen före) begår självmord i den bunker under rikskansliet i Berlin, där de har levat de senaste månaderna. Berlin är i det närmaste intaget av ryssarna (slaget om Berlin avslutas två dagar senare) och paret tar sina liv, för att inte hamna i sovjetisk fångenskap. Efter självmorden dränks kropparna in i bensin i rikskansliets trädgård och bränns upp. Flera andra höga nazistdignitärer, som också har bott i bunkern den senaste tiden, tar också sina liv, däribland propagandaminister Joseph Goebbels och hans hustru Magda dagen därpå, medan flera andra ur rikskansliets personal flyr från platsen.
- 1959 – Trädgårds- och landskapsarkitekturutställningen BUGA 1959 invigs med bl.a. utsiktstornet Floriantornet (med världens första roterande restaurang)
- 1975 – Den sydvietnamesiska huvudstaden Saigon faller i nordvietnamesiska händer. Därmed är Vietnamkriget, som har varat sedan 1955, över, en vecka efter att USA officiellt har dragit sig ur kriget.
- 1976 – Det svenska proggbandet Hoola Bandoola Band upplöses efter att ha varit verksamt i sex år. Bandet återförenas 1996 för en jubileumsturné, 1999 för en minneskonsert vid gruppmedlemmen Björn Afzelius begravning och 2011, för ännu en turné.
- 1982 – Sveriges riksdag beslutar att svenska flaggans dag, som har firats den 6 juni varje år sedan 1916, från och med 1983 ska vara Sveriges officiella nationaldag. Det dröjer dock till 2005, innan dagen blir allmän helgdag.
- 1983 – Det sista avsnittet av det klassiska tv-programmet Hylands hörna sänds. Programmet började i radio 1961, men flyttades 1962 över till tv. Det är uppkallat efter programledaren Lennart Hyland.

## Födda
- 1245 – Filip III, kung av Frankrike 1270–1285
- 1605 – Peder Winstrup, dansk kyrkoman, biskop i Lunds stift 1638–1679
- 1659 – Jacob Reenstierna den yngre, svensk ämbetsman och kungligt råd
- 1662 – Maria II, regerande drottning av England, Skottland och Irland 1689–1694, samregent och gift med Vilhelm III
- 1677 – Johan Cederbielke, svensk jurist, ämbetsman och biskop i Västerås stift
- 1777 – Carl Friedrich Gauss, tysk matematiker, naturvetare och uppfinnare
- 1803 – Albrecht von Roon, preussisk greve, generalfältmarskalk och politiker, Preussens krigsminister 1859–1873 och ministerpresident 1873
- 1812 – Kaspar Hauser, tyskt legendomspunnet hittebarn
- 1826 – Carl Benedict Mesterton, finländsk läkare och akademisk lärare
- 1842 – Charles S. Fairchild, amerikansk politiker och jurist, USA:s finansminister 1887–1889
- 1847 – Joseph H. Earle, amerikansk demokratisk politiker och jurist, senator för South Carolina 1897
- 1852 – John Riégo, norsk skådespelare
- 1869 – Hans Poelzig, tysk målare, arkitekt och högskollärare
- 1870
  - Franz Lehár, ungersk kompositör
  - Maria Sandel, svensk författare
- 1883 – Jaroslav Hašek, tjeckisk författare, mest känd för romanen Den tappre soldaten Švejks äventyr under världskriget
- 1884 – Olof Sandborg, svensk skådespelare och teaterregissör
- 1888 – Antonio Sant'Elia, italiensk arkitekt
- 1890 – Géza Lakatos, ungersk general och politiker, Ungerns premiärminister 1944
- 1893 – Joachim von Ribbentrop, tysk nazistisk politiker och diplomat, Tysklands utrikesminister 1938–1945
- 1901 – Simon Kuznets, rysk-amerikansk ekonom, mottagare av Sveriges riksbanks pris i ekonomisk vetenskap till Alfred Nobels minne 1971
- 1902 – Theodore Schultz, amerikansk ekonom, mottagare av Sveriges Riksbanks pris i ekonomisk vetenskap till Alfred Nobels minne 1979
- 1904 – Willi Mentz, tysk SS-Unterscharführer och krigsförbrytare
- 1905 – Sven Magnusson, svensk skådespelare
- 1908 – Eve Arden, amerikansk skådespelare
- 1909 – Juliana, regerande drottning av Nederländerna 1948–1980
- 1916
  - Claude Shannon, amerikansk ingenjör
  - Robert Shaw, amerikansk dirigent och körledare
- 1919
  - Åke Hodell, svensk stridspilot, författare och konstnär
  - Karin Nordgren, svensk skådespelare
- 1926
  - Cloris Leachman, amerikansk skådespelare
  - Sten Samuelson, svensk arkitekt
- 1927 – Lars Hall, svensk idrottsman, OS-guld 1952 och 1956, bragdmedaljör
- 1940
  - Marutei Tsurunen, finländsk-japansk politiker
  - Burt Young, amerikansk skådespelare
- 1943 – Bobby Vee, amerikansk sångare
- 1944 – Jill Clayburgh, amerikansk skådespelare
- 1946
  - Carl XVI Gustaf, kung av Sverige 1973–
  - Sven Nordqvist, svensk tecknare, illustratör och barnboksförfattare
  - Bill Plympton, amerikansk animatör
- 1947 – Mats Odell, svensk kristdemokratisk politiker, Sveriges kommunikationsminister 1991–1994 samt kommun- och finansmarknadsminister 2006–2010
- 1949 – António Guterres, portugisisk politiker och diplomat, FN:s generalsekreterare 2017–
- 1953 – Pär Mårts, svensk ishockeytränare
- 1954 – Jane Campion, nyzeeländsk regissör och manusförfattare
- 1956 – Lars von Trier, dansk regissör och manusförfattare
- 1958 – Claire Curtis-Thomas, brittisk Labourpolitiker, parlamentsledamot 1997–2010
- 1959 – Stephen Harper, kanadensisk politiker, partiledare för Kanadas konservativa parti 2004–2015, Kanadas premiärminister 2006–2015
- 1963 – Michael Waltrip, amerikansk racerförare
- 1967 – Filipp Kirkorov, rysk sångare, skådespelare, musikalartist och tv-personlighet
- 1968 – Verona Pooth, tysk skådespelare
- 1969 – Justine Greening, brittisk konservativ politiker, parlamentsledamot 2005–2019, Storbritanniens transportminister 2011–2012
- 1971 – Martin Aliaga, svensk skådespelare
- 1973 – Aliaune Thiam, amerikansk sångare, låtskrivare, rappare och producent med artistnamnet Akon
- 1977 – Alexandra Holden, amerikansk skådespelare
- 1982 – Kirsten Dunst, amerikansk skådespelare
- 1991 – Travis Scott, amerikansk rappare
- 1992 – Marc-André ter Stegen, tysk fotbollsmålvakt i FC Barcelona

## Avlidna
- 1632 – Johann Tserclaes Tilly, 73, tysk fältherre
- 1655 – Eustache Le Sueur, 37, fransk målare
- 1841 – Peter Andreas Heiberg, 82, dansk författare
- 1865 – Robert FitzRoy, 59, brittisk sjöofficer, guvernör och meteorolog
- 1883 – Édouard Manet, 51, fransk målare
- 1885 – Jens Peter Jacobsen, 38, dansk författare och översättare
- 1889 – William Henry Barnum, 70, amerikansk demokratisk politiker och industrialist, senator för Connecticut 1876–1879
- 1894 – Francis B. Stockbridge, 68, amerikansk republikansk politiker, senator för Michigan sedan 1887
- 1895 – Gustav Freytag, 78, tysk filolog och författare
- 1929 – Birger Sjöberg, 43, svensk författare, visdiktare, kompositör och journalist
- 1940 – Furnifold McLendel Simmons, 86, amerikansk politiker, senator för North Carolina 1901–1931
- 1943 – Beatrice Webb, 85, brittisk socialistisk reformator och fabian
- 1945
  - Eva Braun, 33, tyskt fotobiträde, älskarinna och hustru till den tyske diktatorn Adolf Hitler (självmord)
  - Adolf Hitler, 56, österrikisk-tysk militär och politiker, partiledare för Tysklands nationalsocialistiska arbetarparti sedan 1921, Tysklands rikskansler sedan 1933 samt rikspresident och diktator sedan 1934 (självmord)
- 1953 – Garrett L. Withers, 68, amerikansk demokratisk politiker, senator för Kentucky 1949–1950
- 1956 – Alben W. Barkley, 78, amerikansk demokratisk politiker, senator för Kentucky 1927–1949 och sedan 1955, USA:s vicepresident 1949–1953
- 1962 – Gull Natorp, 82, svensk skådespelare
- 1966 – Patrick V. McNamara, 71, amerikansk demokratisk politiker, senator för Michigan sedan 1955
- 1974
  - Agnes Moorehead, 73, amerikansk skådespelare
  - Jan Olof Olsson, 54, svensk redaktör, journalist och författare med pseudonymen Jolo
- 1976 – Barbro Hörberg, 43, svensk sångerska och låtskrivare
- 1983
  - George Balanchine, 79, rysk koreograf
  - Edouard Wyss-Dunant, 86, schweizisk läkare och bergsklättrare
- 1989 – Sergio Leone, 60, italiensk regissör
- 1994
  - Roland Ratzenberger, 33, österrikisk racerförare
  - Richard Scarry, 74, amerikansk barnboksförfattare och illustratör
- 2000 – Poul Hartling, 85, dansk politiker, Danmarks utrikesminister 1968–1971 och statsminister 1973–1975, FN:s flyktingkommissarie 1978–1985
- 2002 – Bengt Gillberg, 70, svensk skådespelare
- 2005
  - Sylve Bengtsson, 74, svensk fotbollsspelare, OS-brons 1952
  - Sven Romanus, 99, svensk politiker, Sveriges justitieminister 1976–1979
- 2006 – Corinne Rey-Bellet, 33, schweizisk skidåkare (mördad)
- 2007 – Grégory Lemarchal, 24, fransk musiker
- 2009 – Ivo Cramér, 88, svensk dansare och koreograf
- 2011 – Ernesto Sabato, 99, argentinsk författare och fysiker
- 2012
  - Ernst Bolldén, 45, svensk bordtennisspelare
  - George Murdock, 81, amerikansk skådespelare
  - Alexander Dale Oen, 26, norsk simmare
- 2015 – Lennart Bodström, 87, svensk fackföreningsman, politiker och diplomat, Sveriges utrikesminister 1982–1985
- 2016 – Harold Kroto, 76, brittisk kemist, mottagare av Nobelpriset i kemi 1996
- 2020 – Ragnar Jahn, 96, svensk skådespelare
- 2024 – Paul Auster, 77, amerikansk författare